# Акройога
Акройогата представлява физически упражнения, които комбинират йога и акробатика.

## Роли
- База – има най-много допирни точки със земята. Често този човек лежи на земята в пълен контакт с нея. Това дава възможност на ръцете и краката му да са по-стабилни.
- Флаер (Flyer) – вдига се от Базата. Нуждае се от баланс, увереност и основно сила.
- Наблюдаващ – наблюдава партньорите. Фокусът му е изцяло свързан с безопасността им.

## История
„AcroYoga Montreal“ е създадена през 2003 г. от Юджийн Поку и Джеси Голдбърг. Също през 2003 г. Джейсън Немер и Джени Зауер-Клайн създават „AcroYoga International“.
|  | Тази страница частично или изцяло представлява превод на страницата Acroyoga в Уикипедия на английски. Оригиналният текст, както и този превод, са защитени от Лиценза „Криейтив Комънс – Признание – Споделяне на споделеното“, а за съдържание, създадено преди юни 2009 година – от Лиценза за свободна документация на ГНУ. Прегледайте историята на редакциите на оригиналната страница, както и на преводната страница, за да видите списъка на съавторите. ВАЖНО: Този шаблон се отнася единствено до авторските права върху съдържанието на статията. Добавянето му не отменя изискването да се посочват конкретни източници на твърденията, които да бъдат благонадеждни. |